# Metriopelia
Metriopelia är ett släkte med fåglar i familjen duvor inom ordningen duvfåglar. Släktet omfattar fyra arter som förekommer i Anderna från sydvästra Colombia till Eldslandet:
- Glasögonsparvduva (M. ceciliae)
- Kaktussparvduva (M. morenoi)
- Svartvingad sparvduva (M. melanoptera)
- Bronsvingad sparvduva (M. aymara)